# Stroiești (Suceava)
Stroieşti è un comune della Romania di 3 441 abitanti, ubicato nel distretto di Suceava, nella regione storica della Bucovina. 
Il comune è formato dall'unione di 3 villaggi: Stroiești, Vâlcelele, Zaharești.